# Mandy Mangler

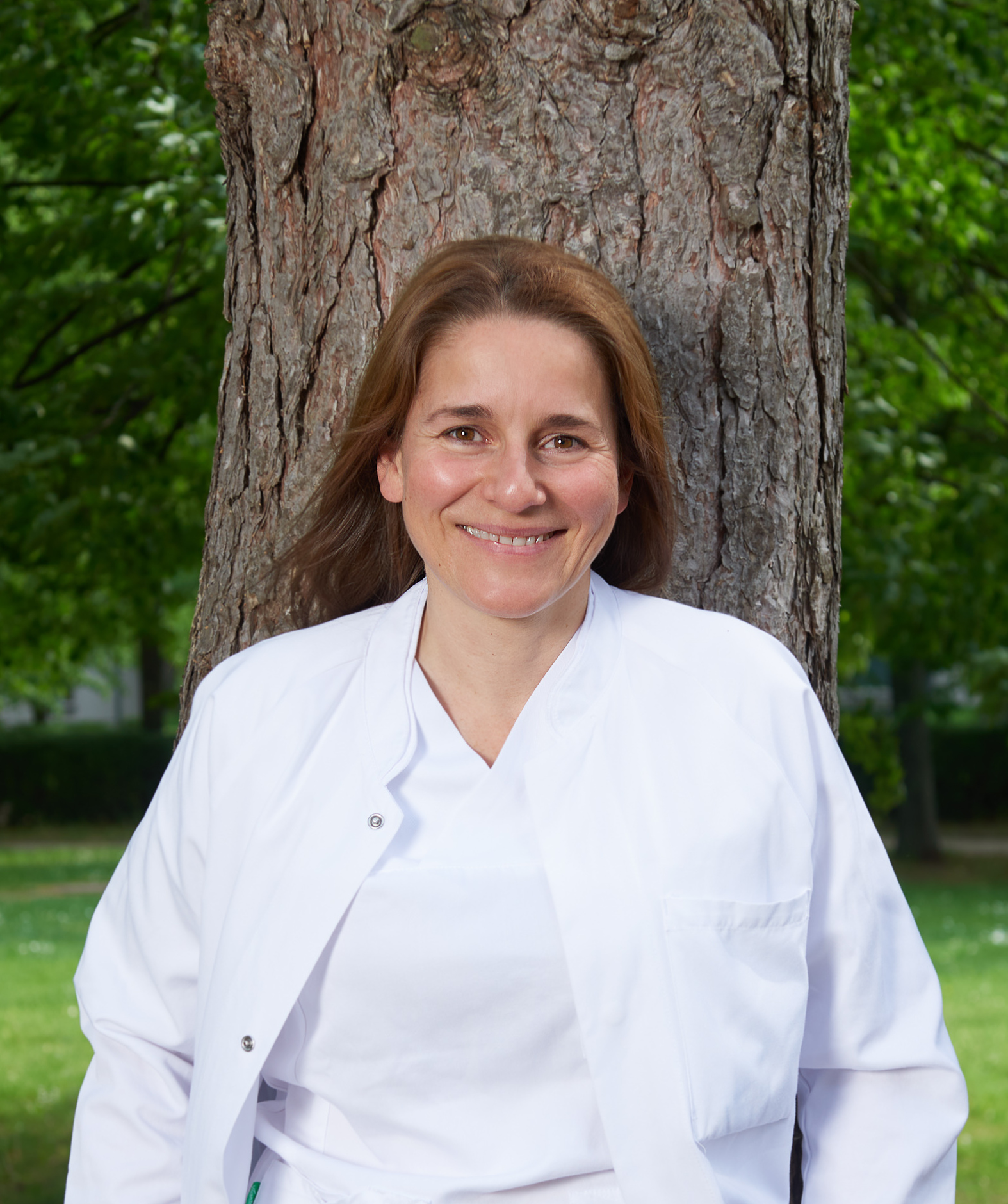
Mandy Mangler, 2022

Mandy Mangler (* 1977 in Leipzig) ist eine deutsche Ärztin und Chefärztin der Klinik für Gynäkologie und Geburtshilfe am Vivantes Auguste-Viktoria-Klinikum und dem Vivantes Klinikum Neukölln in Berlin. Sie tritt in zahlreichen Medien als Expertin für „feministische Gynäkologie“ auf und betreibt den Podcast Gyncast.

## Leben
Mandy Mangler studierte an der Freien Universität Berlin Humanmedizin. Von 2004 bis 2016 arbeitete sie in der Gynäkologie und Geburtshilfe der Charité, zunächst im Benjamin Franklin Klinikum, ab 2006 in der Charité Mitte. Von 2013 bis 2014 leitete sie die Gynäkologie der Charité Mitte kommissarisch und war damit die erste und bisher einzige Frau als Leiterin der Gynäkologie der Charité.
Im Jahr 2005 promovierte sie zur „Therapie der rektovaginalen Endometriose“. 2013 habilitierte sie zu dem Thema „Fertilitätserhaltende laparoskopische Therapiestrategien bei Patientinnen mit gynäkologischen Erkrankungen“.
Seit dem 1. September 2016 ist sie Chefärztin für Gynäkologie und Geburtsmedizin am Vivantes Auguste-Viktoria Klinikum in Berlin und seit 1. Januar 2021 im Maximalversorger Vivantes Klinikum Neukölln. Seit dem 1. Januar 2025 ist sie auch Ärztliche Direktorin des Auguste-Viktoria-Klinikums. Mandy Mangler ist Vorsitzende der Gesellschaft für Gynäkologie und Geburtsmedizin Berlin und Vorsitzende der Berliner Chefärzte und Chefärztinnen der BLFG e. V., der Bundesarbeitsgemeinschaft Leitender Ärztinnen und Ärzte in der Frauenheilkunde und Geburtshilfe e. V.
Seit 2021 lehrt sie als Professorin für Frauengesundheit und Geburtshilfe an der Evangelischen Hochschule Berlin.
Mangler setzt sich für Gleichstellung und Diversität in der Medizin ein und ist Trägerin des Berliner Frauenpreises 2022.
Mandy Mangler hat fünf Kinder und lebt mit ihrem Partner in Berlin.

## PodcastGyncast
Gyncast ist ein medizinischer Podcast, der sich mit Themen der Frauengesundheit beschäftigt. Die erste Folge erschien im April 2020 als eines der ersten Audioformate des Tagesspiegels. Er hat über eine Million Downloads. Mit Esther Kogelboom (Tagesspiegel) und Anna Kemper (Zeitmagazin) begleitet Mangler eine Frau durch ihr medizinisches Leben. Der Podcast handelt über Kinderwunsch und Kinderkriegen, Lust und Verhütung, Glück und Schmerz. Dabei bleibt es nicht immer streng medizinisch. Auch Sexspielzeug, Rasurtrends und Beckenbodengesundheit werden diskutiert.
In jeder Folge gibt es am Ende ein Mitbringsel, das sich kreativ mit dem vorbesprochenen Thema auseinandersetzt, in der ersten Folge stoßen die Podcasterinnen mit Menstruationstassen auf das Thema Frauengesundheit an.

## Kolumne
In einer Kolumne beim Ärztenetzwerk esanum spricht die fünffache Mutter über Aufstiegschancen von Frauen in der Medizin.

## Auszeichnungen
Mandy Mangler erhielt den Frauenpreis des Berliner Senats am 13. Juni 2022 im Roten Rathaus für innovative Aufklärung zur Gesundheit von Frauen und Mädchen und mehr Gleichberechtigung in der Medizin verliehen. Außerdem wurde sie für den BRIGITTE Award 2024 in der Kategorie „Vordenkerin“ nominiert. Der Verband leitender Krankenhausärztinnen und -ärzte e. V. (VLK) verlieh Mandy Mangler am 13. November 2023 den Zukunftspreis für ihre Arbeit im Team mit Malgorzata Lanowska am Berliner Vivantes Klinikum Neukölln.
2024 wurde sie mit dem Verdienstorden des Landes Berlin ausgezeichnet.

## Veröffentlichungen
- Das große Gynbuch. Insel Verlag, Berlin, 2024, ISBN 978-3-458-64353-1.
- Unlearn Patriarchy 2. Ullstein Verlag, Berlin 2024, ISBN 978-3-550-20277-3.